# Ameiva pantherina
Ameiva pantherina là một loài thằn lằn trong họ Teiidae. Loài này được Ugueto & Harvey mô tả khoa học đầu tiên năm 2011.